# オリガ・スラヴニコワ
オリガ・アレクサンドロヴナ・スラヴニコワ（Olga Alexandrovna Slavnikova、ロシア語: О́льга Алекса́ндровна Сла́вникова; 1957年10月23日-）は、ロシアの小説家、文芸評論家。2006年には小説『2017年』でロシア・ブッカー賞を受賞した。

## 経歴
オリガ・スラヴニコワはロシア中央部の都市スヴェルドロフスク（現・エカテリンブルク）に生まれ育った。ウラル国立大学ジャーナリズム学部を1981年に卒業した。1980年代後半に最初の小説を発表した。2001年からモスクワに住み執筆している。
彼女は1990年代に小説を出版し始め、そのうちのいくつかはアポロン・グリゴリエフ賞、ヤコフ・ポロンスキー賞、バジョーフ賞などの賞を受賞している。2006年には小説『2017年』でロシア・ブッカー賞を受賞した。小説『めまい』を2010年に、『幅跳び』を2018年に発表している。
彼女はまた現代文学についても執筆し、年間50,000件もの応募がある新人文学賞「デビュー賞」のディレクターである。この賞は、ロシアの若い作家たちがロシア国内で作品を出版し、また翻訳を海外で出版することを後援する民間組織ポコレーニにより設立された。オリガは2001年から新人文学賞のディレクターを務めている。

## 主要作品
| タイトル                                                           | 年   | ジャンル |
| ------------------------------------------------------------------ | ---- | -------- |
| The Freshman 新入生                                                | 1988 | 小説     |
| A Dragonfly Enlarged to the Size of a Dog 犬の大きさになったトンボ | 1996 | 小説     |
| Alone in the Mirror 鏡の中でひとり                                 | 1999 | 小説     |
| The Immortal 不死の人                                              | 2001 | 小説     |
| 2017 2017年                                                        | 2006 | 小説     |
| Love in Carriage Seven 7号車の恋                                   | 2009 | 小説     |
| Light Head めまい                                                  | 2010 | 小説     |

## 英語翻訳作品
- 2017: A Novel, Overlook, 2010. ISBN 1590203097. Translated by Marian Schwartz.
- Light-headed, Dedalus, 2015. ISBN 9781910213346. Translated by Andrew Bromfield.
- The man who couldn't die : the tale of an authentic human being, Columbia University Press, 2019 (The Russian Library). ISBN 9780231185943. Translated by Marian Schwartz.

## 日本語翻訳作品
- 超特急「ロシアの弾丸」（沼野恭子訳）『ヌマヌマ : はまったら抜けだせない現代ロシア小説傑作選』河出書房新社 2021年 所収[7][8]